# Большое Скуратово
Большое Скуратово  — село в Чернском районе Тульской области России.
В рамках административно-территориального устройства относится к Большескуратовской сельской администрации Чернского района, в рамках организации местного самоуправления входит в сельское поселение Тургеневское.
в XIX веке — село Рожественно Журавино.

## География
Расположено на довольно возвышенной лесистой местности, в 95 км к юго-западу от Тулы и в 6 км к западу от райцентра, пгт Чернь (в 2-х км от станции Чернь Московско-Курской железной дороги).
На востоке примыкает к посёлку Скуратовский.

## Население
| 2002 | 2010 |
| ---- | ---- |
| 373  | ↘346 |

Население — 346 чел. (2010).
В 1858 году  — 437 душ. в Большое Скуратово  по 10-й переписи населения 1858 года в Чернском уезде.

## История
Время появления Большого Скуратово неизвестно, но в 1615 г. деревня Журавинка упоминается во владении князя боярина Ивана Васильевича Голицына.
Упоминается в «Главах писцовых книг Чернсково уезда» 1630—1631 г.г. как деревня Журавина в Городском стану Чернского уезда:
```
«За стольником за князем Юрьем Андреевичем Ситцким в поместье, что дано было отцу ево князю Андрею Даниловичу Ситцкому 
и ему князю Юрию боярина князя Ивановского поместья Васильевича Голицына … 
деревня Журавина под Медвежим под Чернью под большим ж лесом на Ратчине враге на 
суходоле
. 
А в ней живут деловые люди …»
[
8
]
. 
```

Всего в то время в деревне значилось 4 двора деловых людей, 27 крестьянских и бобыльских дворов.
После смерти Ситцкого владелицей Журавина стала его жена. А в 1685-86 годах боярыня вдова княгиня Фетинья Владимировна Ситцкая поступилась своим поместьем Чернского уезда, деревней Журавина, окольничьему Петру Дмитриевичу Скуратову и сыну его Александру.
Название «Большое Скуратово», по тёмному народному преданию, село ведёт от исторического имени Малюты Скуратова, который будто бы дал его во владение своему старшему сыну и назвал его Большим Скуратовым, в отличие от Малого Скуратова, в 18 верстах расстояния, данного младшему сыну. Подтверждением этого предания может служить то обстоятельство, что последующие владельцы как Большого, так и малого Скуратова носили фамилию знаменитого временщика Грозного.
Капитан флота А. И. Скуратов известен в истории с. Большое Скуратово уже в первой половине 18 века (А. И. Скуратов — мореплаватель, один из открывателей Северного морского пути). Выйдя в отставку, А. И. Скуратов поселился в деревне Журавино, здесь в 1767 году на его средства была построена церковь во имя Рождества Пресвятой Богородицы. Умер А. И. Скуратов в своём поместье и был похоронен в построенной им церкви. После его смерти Журавино стало именоваться Скуратовым.
После Скуратовых село стало принадлежать Ивану Леонтьевичу Шаховскому, участнику Бородинского сражения.
В 1895 г. в селе была открыта школа грамоты. Размещалась она в церковной караулке, законоучителем был священник Николай Мерцалов, учителем — псаломщик Нечаев, не имевший учительского звания; по отчёту о деятельности Тульского Епархиального Попечительства за 1897 год в ней обучались 34 мальчика и 1 девочка.

## Достопримечательности
- Главный дом[9] в бывшем имении Шаховского в селе Большое Скуратово — памятник архитектуры.

Основная дата памятника неизвестна. Судя по архитектуре, памятник относится к концу XVIII — началу XIX в.в.
Автор, строитель и заказчик неизвестны. Из истории памятника известно, что до революции имение принадлежало князьям Шаховским, а после в здание были помещены рабочие спиртзавода. Памятник представляет собой постройку в стиле строгого классицизма с прямоугольной композицией плана с чуть выступающими ризалитами в центре и по бокам главного западного фасада. В настоящем виде здание имеет два этажа. По сведениям старожилов оно имело ещё и третий этаж над центральной третью постройки и ещё с восточного фасада имело открытую галерею с широкой каменной лестницей в несколько маршей.
Памятник находится в ведении Большескуратовского сельского поселения, используется под жилые помещения.
Недалеко от дома князя Шаховского есть старинный парк. В нём растут вековые липы, дубы, клёны и др. Парк каждый год облагораживается жителями посёлка. Посреди парка расположен пруд тех времен.
- В селе Большое Скуратово находится спиртзавод.[12] Он возник в начале 1800-х годов на территории имения князя Шаховского.
- В селе Большое Скуратово находится братская могила № 3, северо-западная окраина села; захоронено 80 человек, выявлено 31 фамилия. На могиле — скульптурный памятник: воин со склонённой головой и каской в руке.
- В селе Большое Скуратово, в небольшом парке около шоссе, стоит обелиск погибшим в ВОВ воинам-односельчанам.
- В селе Большое Скуратово в мае 1837 года родился русский писатель Николай Васильевич Успенский.
- В селе Большое Скуратово, недалеко от церкви, расположено гражданское кладбище.
- Церковь Рождества Пресвятой Богородицы.

Неотъемлемой частью быта села Большое Скуратово и окрестных сел было занятие вышивкой, ткачеством холстов, половиков.
В селе Большое Скуратово есть сельский дом культуры, библиотечный филиал, медпункт, детский сад, спиртзавод, построено новое здание школы, с 1994 г. — природный газ.